# Чернышёва, Пелагея Яковлевна
Пелагея Яковлевна Чернышёва (начало XIX века — 1878) — русская предпринимательница из рода Щербаковых.

## Биография
Жизнь Пелагеи Яковлевны – наглядная история возникновения купеческих капиталов начала XIX века. Принятый в 1822 году тарифный закон устанавливал высокую пошлину на иностранную пряжу, что способствовало возникновению и быстрому росту отечественного производства пряжи.
Пелагея Яковлевна - дочь крестьянина Якова Афанасьевича Щербакова. После смерти её мужа Андрея Трофимовича Чернышёва, у Пелагеи Яковлевны остались шестеро детей, сто рублей долга и маленькая ткацкая мануфактура. По-видимому, эта мануфактура имела несколько ткацких станков и «раздаточную контору», где сырьё раздавалась окрестным крестьянам для последующей обработки. Путём жёсткой эксплуатации ткачей-крестьян, семейной дисциплины, лишений в личной жизни, коммерческое дело Пелагеи Яковлевны начало «поправляться», дело её росло, началось накопление.
Её дети с раннего возраста принимали участие в работе. Пётр Андреевич, старший сын с двенадцатилетнего возраста должен был торговать выпущенной продукцией, в том числе на Ирбитской ярмарке, тащась на лошадях несколько тысяч верст. К концу 1850-х годов вместо мелкой мануфактуры была уже солидная фирма, производившая тонкие сукна и торговавшая ими не только в России, но и за границей. На месте небольшой фабрики в деревне Пирогово возникла современная по тем временам шерстопрядильная и сукноткацкая фабрика.
Сестра Пелагеи Яковлевны — Авдотья Яковлевна вышла замуж за промышленника Хлудова Алексея Ивановича. Пелагея Яковлевна вступила в с долю Хлудовым, который теперь приходился ей свояком. За это время было закуплено за границей современное оборудование и выстроены новые кирпичные производственные корпуса. Через полтора года, Пелагея Яковлевна выкупила фабрику у Хлудова и назвала её «Пелагея Чернышёва и сыновья». Ткацкое производство быстро расширялось. К 1888 году фабрику перевели с древесного топлива на нефтяное. К концу XIX века на фабриках Чернышёвых работали уже полторы тысячи человек. Кроме Пирогово, производственные корпуса размещались в Москве вблизи Немецкой (ныне Бауманской) улицы. Квартал, образуемый Бригадирским, Большим Демидовским, Новокирочным переулками и Немецкой /Бауманской/ улицей принадлежал Чернышевым.
В конце жизни Пелагея Яковлевна передала всё управление предприятиями своей невестке Екатерине Никандровне (в девичестве Сувировой), жене Петра Андреевича Чернышёва. Перед смертью Пелагея Яковлевна распределила собственность среди сыновей — в среднем каждому досталось по 100 тысяч рублей и доля в фабрике. Дочь Анна Андреевна ничего не получила, ей в своё время было дано приданое.
После революции 1917 года фабрики были национализированы, в Пирогово фабрику переименовали в «Пролетарская Победа», которая просуществовала до 1990-х годов.

## Семья
- Отец — Яков Афанасиевич Щербаков (конец XVIII века — начало XIX века)
- Муж — Андрей Трофимович Чернышёв (начало XIX века — 1847)
- Сестра — Авдотья (Евдокия) Яковлевна Щербакова (1817—1854), вышла замуж за Алексея Ивановича Хлудова.

Дети:
- Пётр Андреевич, женился на крестьянке — ткачихе Екатерине Никандровне
- Анна Андреевна (1820 — ок. 1860), вышла замуж за Купца 1-й гильдии, почётного гражданина Фёдора Яковлевича Ермакова, брата Флора Яковлевича Ермакова.
- Иван Андреевич (старший)
- Иван Андреевич (младший)
- Владимир Андреевич
- Михаил Андреевич, женился на Варваре Фёдоровне Мазуриной, дочери Фёдора Алексеевича Мазурина.

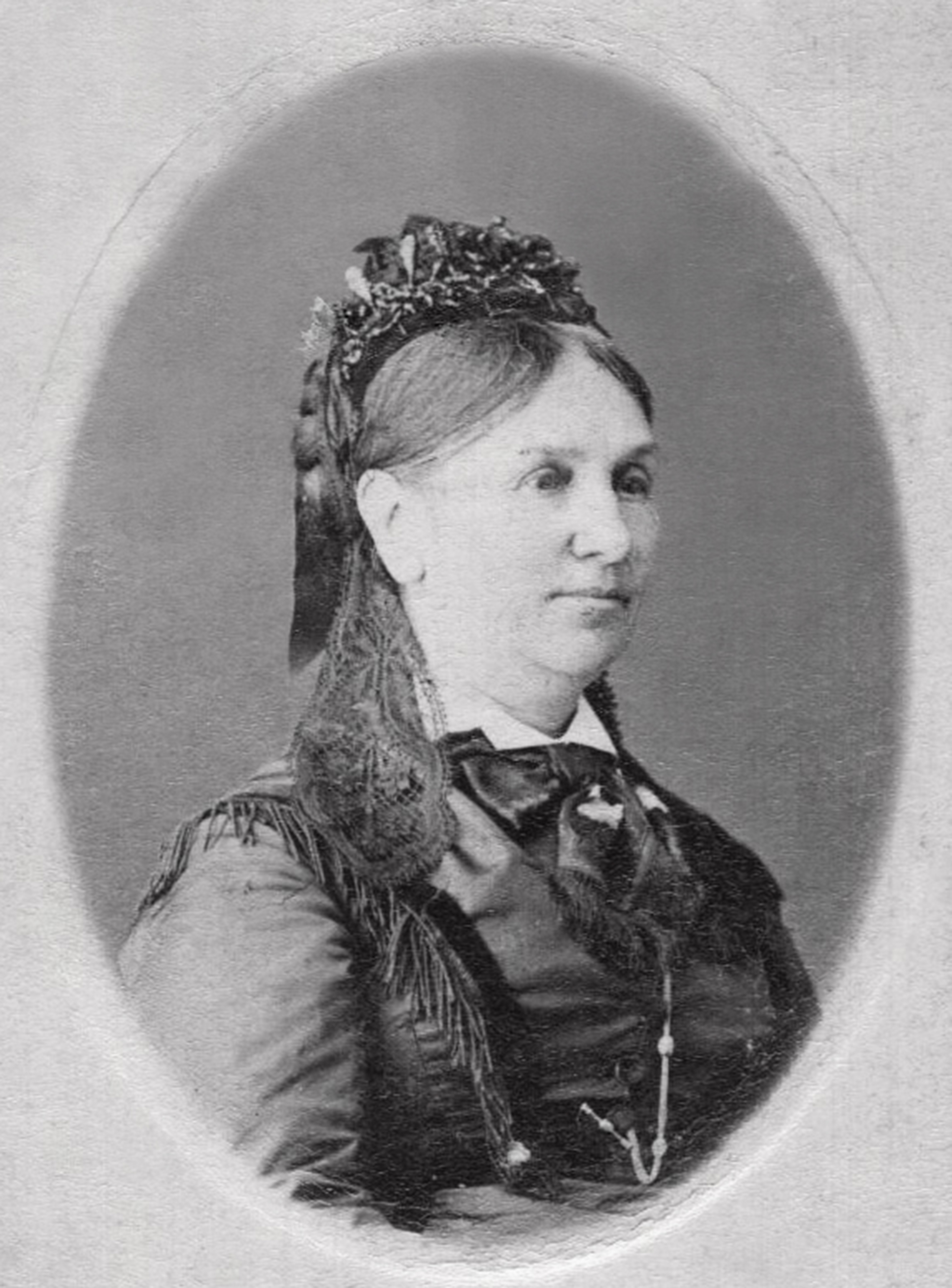
Анна Андреевна, дочь Пелагеи Яковлевны
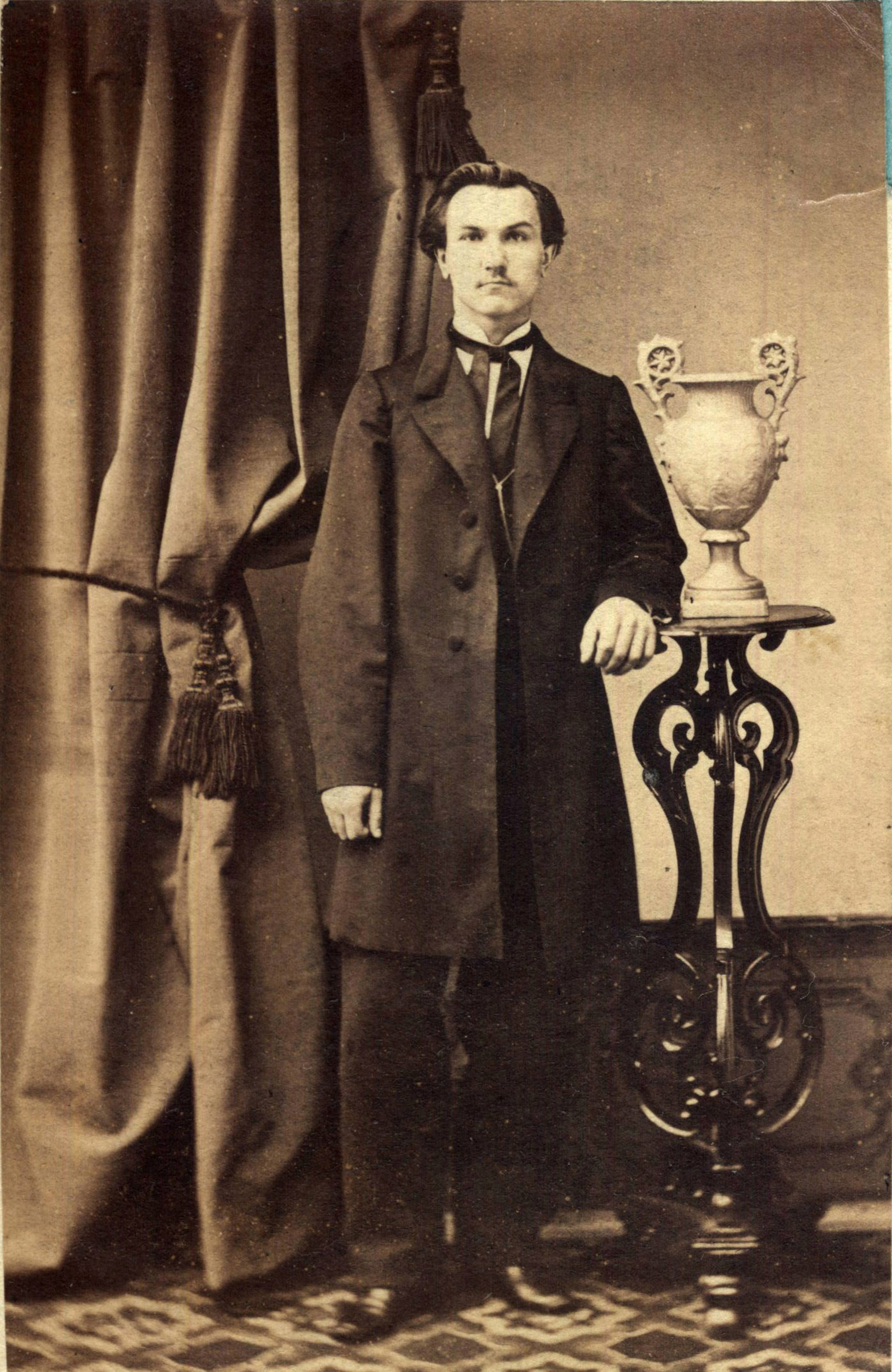
Михаил Андреевич, сын Пелагеи Яковлевны
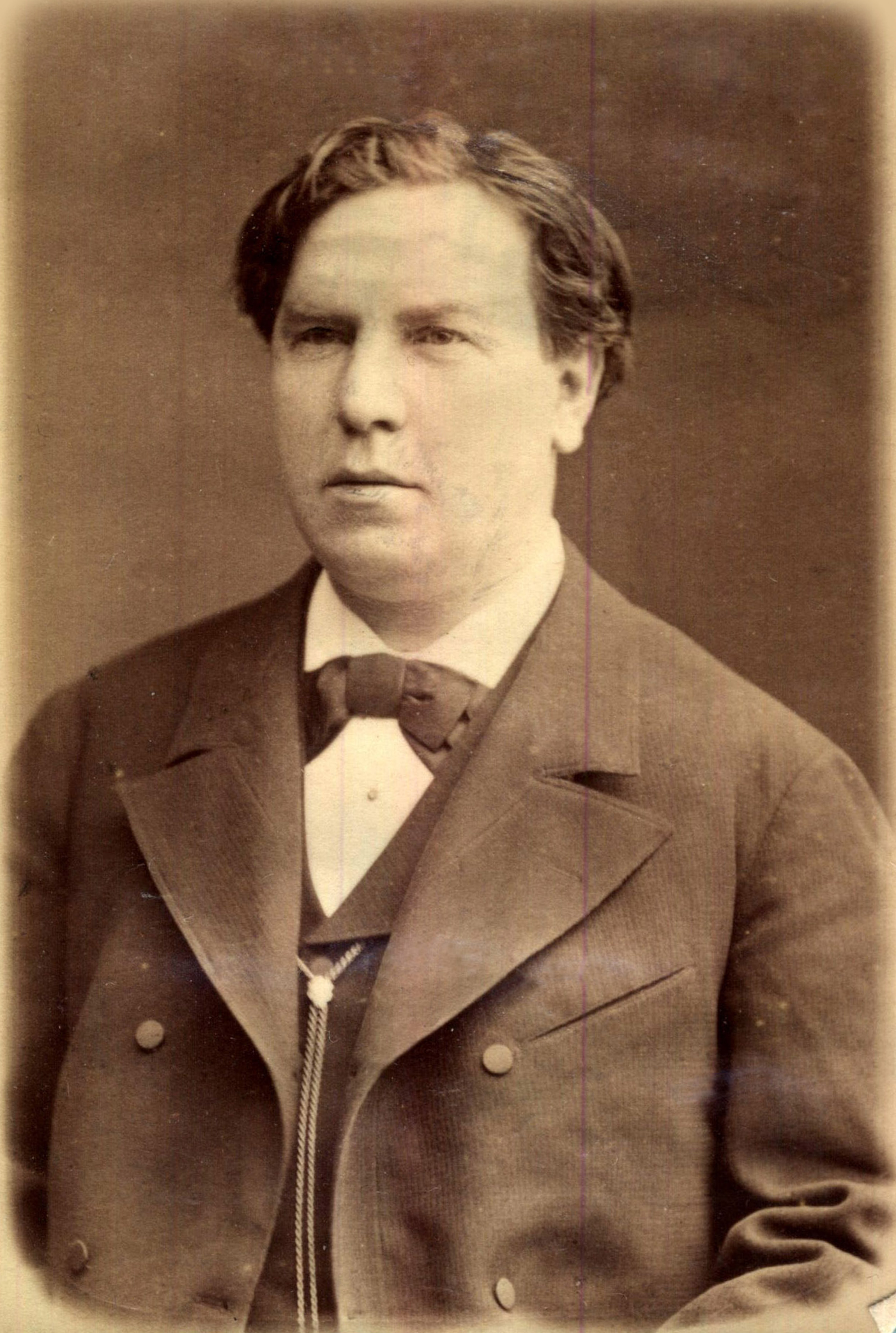
Иван Андреевич (младший), сын Пелагеи Яковлевны